# Чемпіонат Німеччини з хокею 2020—2021
Чемпіонат Німеччини з хокею 2021 — 104-ий чемпіонат Німеччини з хокею, у чемпіонаті беруть участь чотирнадцять клубів. Через пандемію COVID-19 початок сезону перенесли на 13 листопада 2020 року, яку згодом перенесли на пізнішу дату. 19 листопада 2020 керівництво ДХЛ повідомило, що чемпіонат розпочнеться 17 грудня 2020 року.
«Айсберен Берлін» увосьме став чемпіоном Німеччини перегравши у фінальній серії «Грізлі Вольфсбург» у трьох матчах.

## Регламент
У першості беруть участь ті самі учасники, що і торік, оскільки всі команди отримали ліцензію. «Адлер Мангейм» захищатиме титул, оскільки «Ред Булл» завершив регулярний чемпіонат сезону 2019–20 на першому місці, а серію плей-оф скасували через пандемію COVID-19.
Цей сезон мав ознаменуватися обміном між лігами ДХЛ та ДХЛ2. 23 жовтня 2020 правило вибуття було перенесено на наступний сезон. Тим не менш, чемпіон ДХЛ2 підвищиться в кінці цього сезону, а лігу розширять до 15 команд.
14 команд зіграють регулярний сезон у двох групах (Північній та Південній). З командами своєї групи зіграють по чотири гри, а з клубами іншої групи по дві. Після цього чотири найкращі клуби з обох груп виходять у плей-оф. Чвертьфінали зіграють між командами однієї групи, півфінал буде змішаним. Усі матчі серії плей-оф грають до трьох перемог одного із клубів.

## Регулярний сезон

### Північ
| Поз | Команда               | М  | В  | ВО | ПО | П  | ГЗ  | ГП  | Різ | О  | Кваліфікація |
| --- | --------------------- | -- | -- | -- | -- | -- | --- | --- | --- | -- | ------------ |
| 1   | Айсберен Берлін       | 38 | 23 | 1  | 5  | 9  | 137 | 91  | +46 | 76 | Плей-оф      |
| 2   | Фіштаун Пінгвінс      | 38 | 21 | 2  | 1  | 14 | 124 | 105 | +19 | 68 | Плей-оф      |
| 3   | Грізлі Вольфсбург     | 38 | 13 | 8  | 3  | 14 | 104 | 94  | +10 | 58 | Плей-оф      |
| 4   | Ізерлон Рустерс       | 37 | 13 | 5  | 7  | 12 | 113 | 116 | −3  | 56 | Плей-оф      |
| 5   | Дюссельдорф ЕГ        | 38 | 14 | 4  | 5  | 15 | 116 | 119 | −3  | 55 |              |
| 6   | Кельнер Гайє          | 38 | 11 | 4  | 5  | 18 | 114 | 135 | −21 | 46 |              |
| 7   | Крефельдські Пінгвіни | 38 | 4  | 1  | 4  | 29 | 74  | 167 | −93 | 18 |              |

### Південь
| Поз | Команда                | М  | В  | ВО | ПО | П  | ГЗ  | ГП  | Різ | О  | Кваліфікація |
| --- | ---------------------- | -- | -- | -- | -- | -- | --- | --- | --- | -- | ------------ |
| 1   | Адлер Мангейм          | 38 | 23 | 8  | 2  | 5  | 116 | 71  | +45 | 87 | Плей-оф      |
| 2   | Ред Булл               | 38 | 24 | 2  | 3  | 9  | 159 | 102 | +57 | 79 | Плей-оф      |
| 3   | ЕРК Інгольштадт        | 38 | 15 | 5  | 4  | 14 | 123 | 109 | +14 | 59 | Плей-оф      |
| 4   | Штраубінг Тайгерс      | 37 | 15 | 2  | 4  | 16 | 103 | 102 | +1  | 53 | Плей-оф      |
| 5   | Швеннінгер Вайлд Вінгс | 38 | 14 | 5  | 2  | 17 | 111 | 109 | +2  | 54 |              |
| 6   | Аугсбург Пантерс       | 38 | 11 | 6  | 1  | 20 | 107 | 134 | −27 | 46 |              |
| 7   | Нюрнберг Айс Тайгерс   | 38 | 10 | 1  | 8  | 19 | 94  | 141 | −47 | 40 |              |

## Плей-оф

### Чвертьфінали
Матчі пройшли 20 — 24 квітня 2021.
|                                      | Серія | 1                           | 2                           | 3                           | [РС]  |
| ------------------------------------ | ----- | --------------------------- | --------------------------- | --------------------------- | ----- |
| Айсберен Берлін – Ізерлон Рустерс    | 2:1   | 3:4 (2:2, 1:0, 0:2)         | 6:0 (2:0, 1:0, 3:0)         | 5:3 (0:2, 4:1, 1:0)         | [3:1] |
| Фіштаун Пінгвінс – Грізлі Вольфсбург | 1:2   | 4:2 (0:1, 1:1, 3:0)         | 2:3 (0:1, 2:2, 0:0)         | 2:3 ОТ (0:1, 1:1, 1:0, 0:1) | [3:1] |
| Адлер Мангейм – Штраубінг Тайгерс    | 2:1   | 2:3 ОТ (2:2, 0:0, 0:0, 0:1) | 3:1 (3:0, 0:0, 0:1)         | 4:3 ОТ (0:2, 0:1, 3:0, 1:0) | [2:2] |
| Ред Булл – ЕРК Інгольштадт           | 0:2   | 1:4 (0:2, 1:2, 0:0)         | 4:5 ОТ (1:1, 3:1, 0:2, 0:1) | –                           | [1:3] |

РС = Регулярний сезон

### Півфінали
Матчі пройшли 26 — 30 квітня 2021.
|                                   | Серія | 1                   | 2                           | 3                   | [РС]  |
| --------------------------------- | ----- | ------------------- | --------------------------- | ------------------- | ----- |
| Айсберен Берлін – ЕРК Інгольштадт | 2:1   | 3:4 (1:2, 1:1, 1:1) | 3:2 (1:1, 0:1, 2:0)         | 4:2 (0:0, 2:2, 2:0) | [1:1] |
| Адлер Мангейм – Грізлі Вольфсбург | 1:2   | 4:1 (1:0, 1:1, 2:0) | 1:2 ОТ (0:0, 1:0, 0:1, 0:1) | 1:2 (1:1, 0:0, 0:1) | [2:0] |

РС = Регулярний сезон

### Фінал
Матчі пройшли 2 — 7 травня 2021.
|                                     | Серія | 1                           | 2                   | 3                   | [РС]  |
| ----------------------------------- | ----- | --------------------------- | ------------------- | ------------------- | ----- |
| Айсберен Берлін – Грізлі Вольфсбург | 2:1   | 2:3 ОТ (0:0, 0:1, 2:1, 0:1) | 4:1 (1:0, 2:1, 1:0) | 2:1 (1:1, 1:0, 0:0) | [0:4] |

РС = Регулярний сезон